# Chiesa della Madonna di Caravaggio (Altavalle)
La chiesa della Madonna di Caravaggio, anche nota come chiesetta dei "Perli", è una chiesa sussidiaria a Maso Giovanni, uno dei masi di Grumes, nel comune di Altavalle in Trentino. Risale al XIX secolo.

## Storia

Interno

Il piccolo luogo di culto ai masi di Grumes venne edificato nel 1885 e fu dedicato all'apparizione mariana di Santa Maria del Fonte. Dalla documentazione presente nell'archivio dell'arcidiocesi di Trento risulta che tale tempio venne costruito senza prima aver ottenuto le necessarie autorizzazioni da parte dell'ordinariato del vescovo e che la benedizione avvenne solo dopo che furono assicurate le opportune rendite.

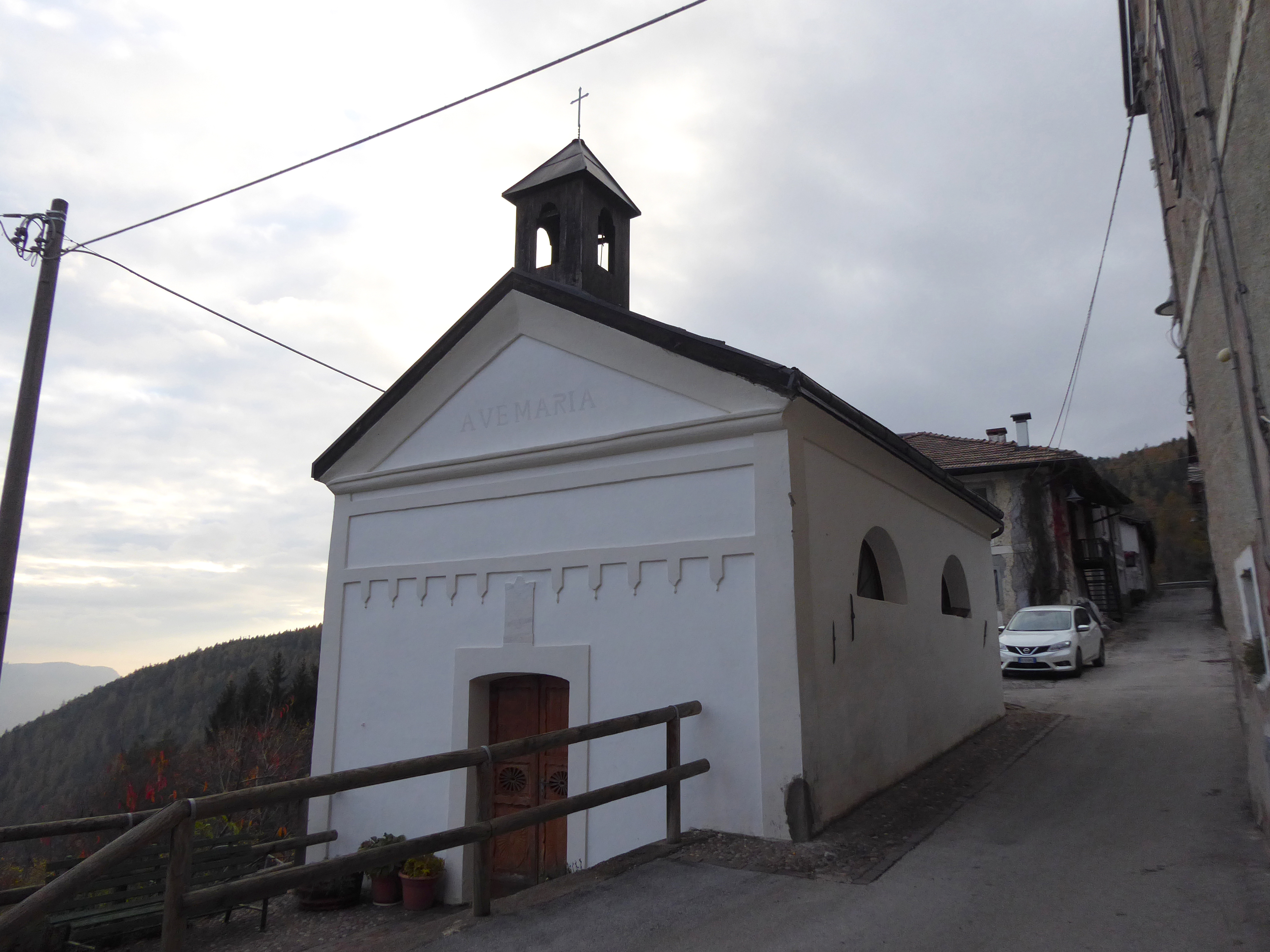
Vista frontale e laterale dell'edificio.

La benedizione fu impartita il 26 maggio 1885.
Tra gli anni 2001 e 2006 il piccolo tempio fu oggetto di restauro conservativo e in tali lavori vennero riviste la copertura del tetto, la torre campanaria e le strutture murarie. In quell'occasione furono rifatte le intonacature esterne parzialmente deteriorate dalla risalita dell'umidità e contemporaneamente venne realizzata un'opera di contenimento di tale fenomeno. I lavori compresero anche la sistemazione del sagrato anteriormente alla chiesa.

## Descrizione
Il tempio si trova nella zona dei Masi alti di Grumes, in località Giovanni, compreso in un piccolo agglomerato di edifici che si trova nel punto più alto tra tutti i masi. Le sue facciate sono imbiancate e quelle laterali presentano aperture a lunetta che portano luce all'unica navata interna. Il prospetto principale è orientato verso ovest ed è semplice, a capanna con due spioventi.
Sotto il frontone triangolare classicheggiante si legge la scritta che richiama alla sua dedicazione: "AVE MARIA". Il piccolo campanile al culmine della copertura del tetto in posizione leggermente avanzata è in legno con una copertura a piramide sormontata dalla croce.
La navata interna è unica ed il presbiterio è leggermente rialzato.